# Большая Куторка
Большая Куторка (в верховье Ищелька) — река в России, протекает по Саткинскому району Челябинской области. Устье реки находится в 302 км по левому берегу реки Ай. Длина реки составляет 13 км, площадь водосборного бассейна 90,9 км². В 3,4 км от устья по правому берегу впадает река Малая Куторка.

## Данные водного реестра
По данным государственного водного реестра России относится к Камскому бассейновому округу, водохозяйственный участок реки — Ай от истока и до устья, речной подбассейн реки — Белая. Речной бассейн реки — Кама.
Код объекта в государственном водном реестре — 10010201012111100021979.